# Pau Culleré
Pau Culleré   (Balaguer, 19 de gener de 2003) és un jove cantautor català. El 2024, amb 21 anys, Pau va participar en la tercera edició del programa Eufòria de TV3.  Va ser eliminat en la cinquena gala. També va actuar al Palau Sant Jordi durant el doble concert de final de programa.

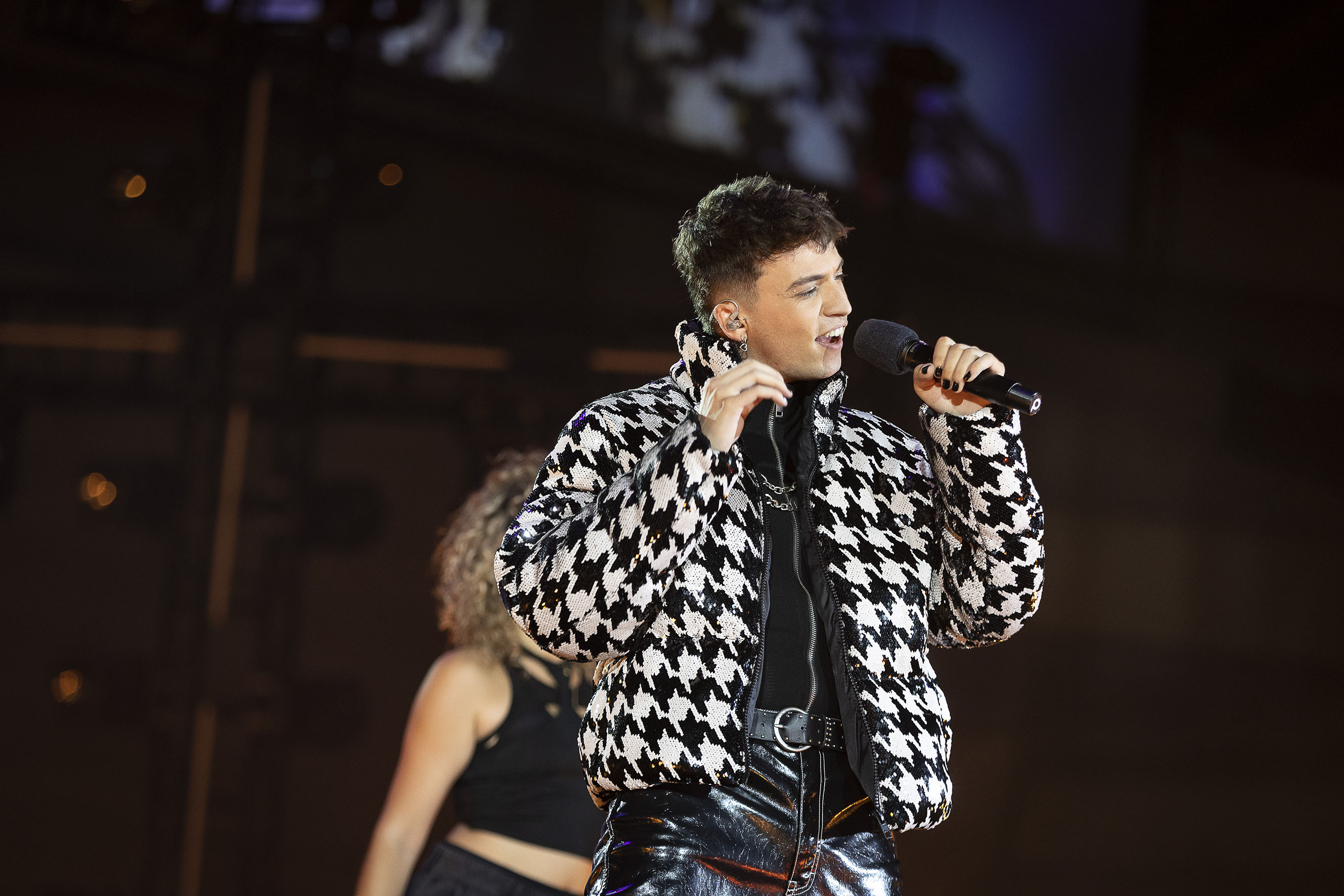
Pau Culleré durant el concert d'Eufòria 3

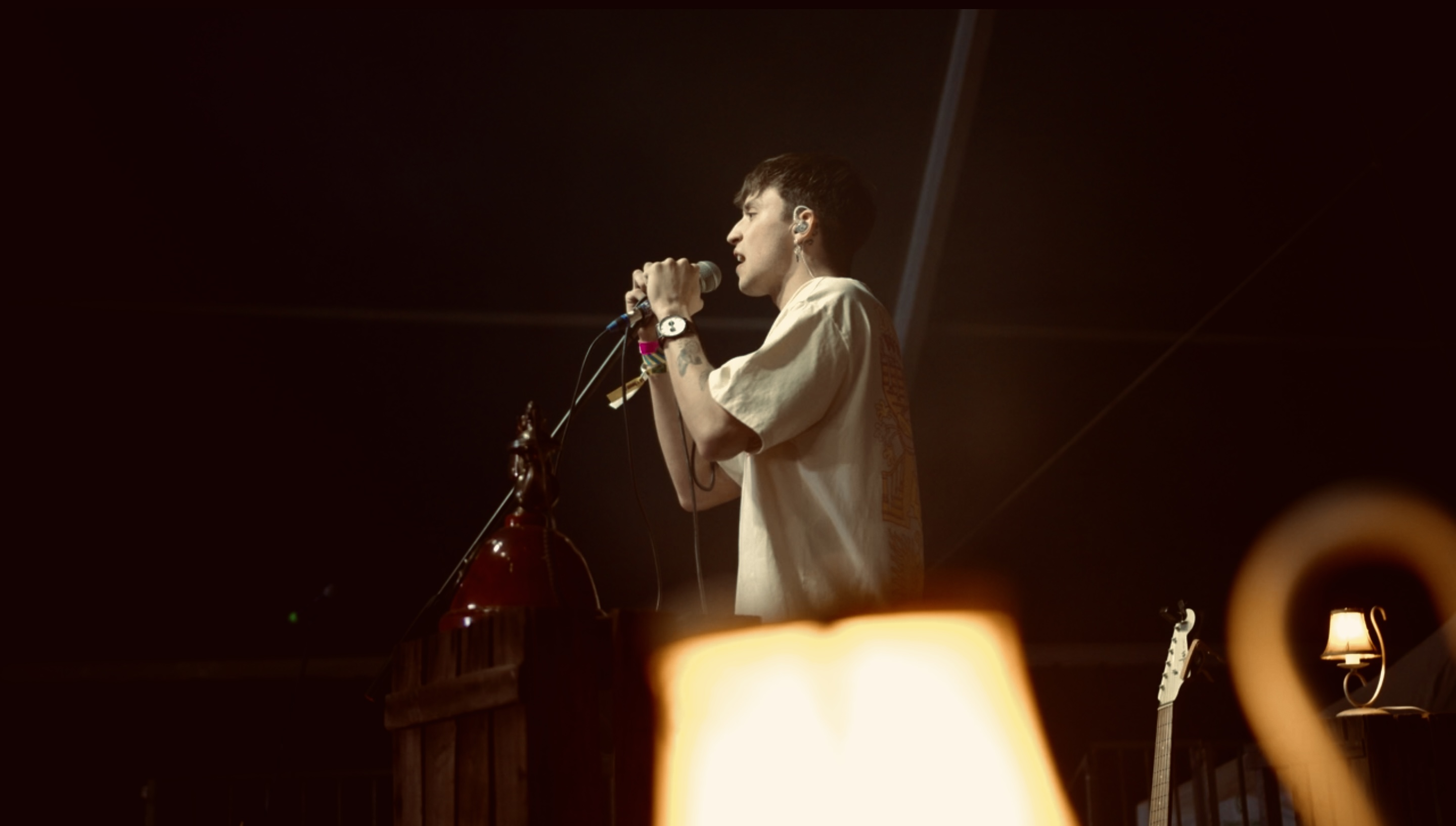
Pau Culleré al FreedomFest2023

A part del seu pas per Eufòria, d'entre les seves altres cançons destaquen temes com:
- Volaremos[4]
- Xampú[5]
- Crec Que T'abraçaré[6]
- Voldria[7]